# Jingzhou (Stadtbezirk)
Jingzhou (chinesisch 荆州区, Pinyin Jīngzhōu Qū) ist ein Stadtbezirk der bezirksfreien Stadt Jingzhou in der chinesischen Provinz Hubei. Er hat eine Fläche von 1.045 km² und zählt 585.400 Einwohner (Stand: Ende 2019).